# Saint-Hilaire-sur-Risle
Saint-Hilaire-sur-Risle är en kommun i departementet Orne i regionen Normandie i nordvästra Frankrike. Kommunen ligger i kantonen Moulins-la-Marche som tillhör arrondissementet Mortagne-au-Perche. År 2022 hade Saint-Hilaire-sur-Risle 291 invånare.

## Befolkningsutveckling
Antalet invånare i kommunen Saint-Hilaire-sur-Risle
| Referens: INSEE |